# Шарл Шампо
Шарл Шампо (фр. Charles Champaud) је швајцарски гимнастичар који је као представник Бугарске учествовао на првим Олимпијским играма 1896. у Атини.
Шампо је дуго боравио у Бугарској као један од 12 швајцарских наставника гимнастике ангажованих крајем XIX века, који су дошли на позив државе да обучавају бугарске спортисте и тако побољшају квалитет гимнастичког спорта у Бугарској. Ангажовао их је председник Бугарског олимпијског комитета професор Тодор Јончев, који је уједно био и председмик Гинастичарског друштав Јунак из Софије да би припреми четворицу бугарских гинастичара уа орве Олимпијске игре, али на игре као једини представик Бугарске одлази Шампо.
Шарл Шампо је учествовао у три гимнастичарске дисциплинена: разбоју, прескоку и коњу са хватаљкама. Није освојио медаљу, а његови резултати и пласман нису познати.
Различита су тумачења чији је он такмичар био што је и данас спорно. Бугарски олимпијски комитет тврди да се Шампо такмичио за Бугарску, и да је она била учесница првих Олимпијских игара са јединим спортистом Шампоом. Међутим, већина извештаја укључује Шампоа у швајцарску екипу.
Међународни олимпијски комитет је у званични број од 14 земаља учесница Летњих олимпијских игара 1896. укључио Бугарску, а самим тим и Шампоа као јединог бугарског такмичара.